# کاوالا
شهر کاوالا در استان مقدونیه شرقی و تراکیه در کشور یونان واقع شده است که دارای جمعیت ۵۹٬۵۱۶  نفر می‌باشد.